# Atoyatempan
Atoyatempan è una municipalità dello stato di Puebla, nel Messico centrale, il cui capoluogo è la località omonima.
Conta 6.426 abitanti (2010) e ha una estensione di 26,56 km². 	 	
Il significato del nome della località in lingua nahuatl è luogo .